# Thomas Levet

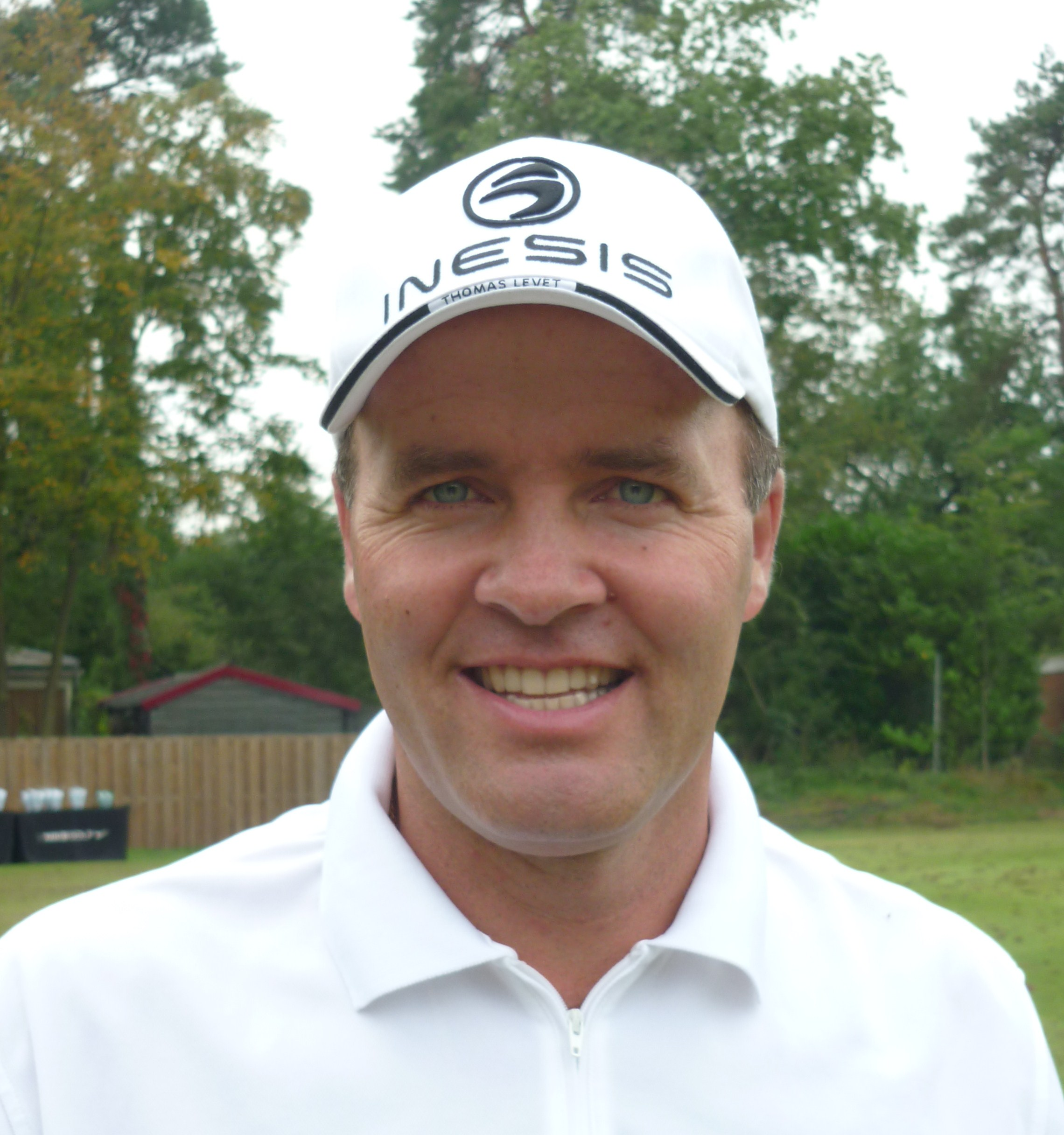
KLM Open 2010.

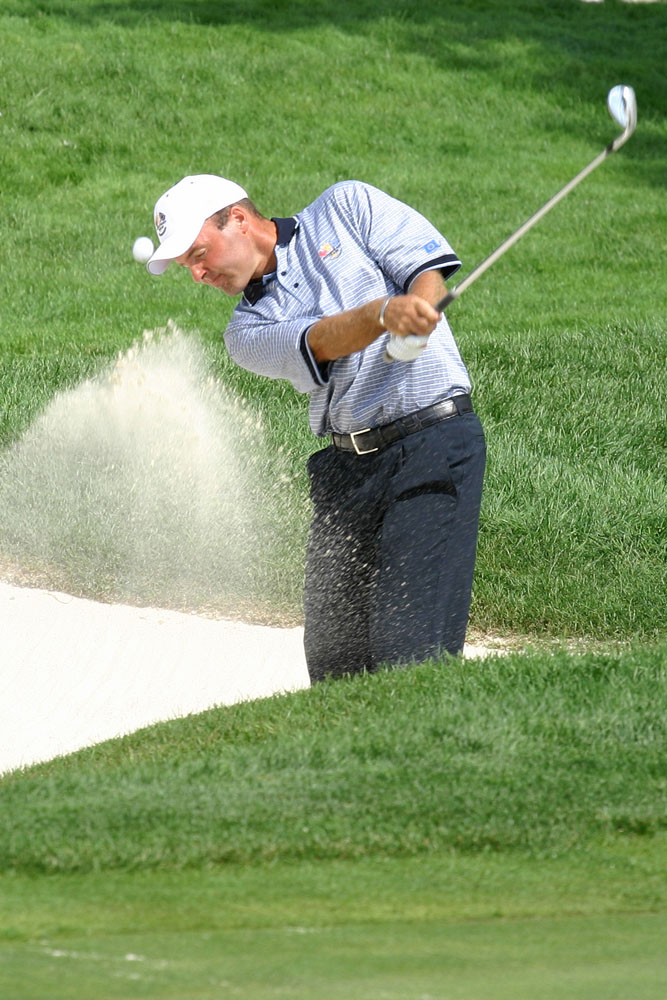

Thomas Levet (Parijs, 5 september 1968) is een Franse golfprofessional. Hij speelt op de Europese PGA Tour.

## Amateur
Thomes Levet speelde enkele jaren in het nationale team. Nadat hij in de Eisenhower Trophy speelde werd hij professional.

### Teams
- Jacques Leglise Trophy: 1985
- Eisenhower Trophy: 1988

## Professional
Levet is in 1988 professional geworden. In 1994 kwalificeerde hij zich, als eerste Fransman ooit, voor de Amerikaanse PGA Tour. Door zijn lage plaats op de Amerikaanse startlijst kreeg hij te weinig kansen om te spelen. In april 1985 kwam hij terug en concentreerde zich weer op de Europese Tour. Hij eindigde op de 80ste plaats van de Europese Order of Merit. In 1996 en 1997 ging het minder goed op de Tour, maar door zijn goede resultaat op eigen bodem werd hij uitgenodigd voor het Cannes Open op Mougins, wat hij won. Het tij was gekeerd.
In 2011 won hij het Open de France op Le Golf National. Nadat hij met champagne overgoten was, sprong hij in het meer naast de 18de green en brak zijn been. Hij kon daatdoor onder meer niet aan het Brits Open meedoen. Toen hij in januari 2012 de Volvo Golf Champions speelde, struikelde hij van een trap op de baan van The Links at Fancourt en brak een rib.

### Gewonnen
Europese Tour
- 1998: Cannes Open op Golf de Cannes-Mougins
- 2001: Victor Chandler British Masters op Woburn
- 2004: The Barclays Scottish Open in Loch Lomond
- 2008: Open de Andalucia op Aloha in play-off tegen Oliver Fisher
- 2009: Open de España op de Real Club de Golf de Sevilla
- 2011: Alstom Open de France op Le Golf National

Vooral de overwinning in Loch Lomond heeft grote indruk gemaakt. Hij is de eerste Fransman sinds Arnaud Massy in 1907 om het Schotse Open te winnen, hetgeen hij doet met een laatste ronde van 63 (−8).
Nationaal
- 1988: PGA Kampioenschap
- 1990: Omnium de France
- 1991: PGA Kampioenschap
- 1992: PGA Kampioenschap
- 1997: Toulouse Open, New Caledonia French Masters

In 2002 speelt hij mee in het US Open waar als 18de eindigt. Ook wordt hij 2de bij het Britse Open.

In 2004 mag hij spelen in het Europese Ryder Cup Team. Ook speelt hij in de Seve Trophy, waarbij de Britten het opnemen tegen de Europeanen van het continent. Verder wordt hij 2de bij het Italiaans Open en het BMW International Open.
In 2006 krijgt hij last van vertigo en speelt maar een paar toernooien. Hij speelt in december met Raphaël Jacquelin in de World Cup in Barbados waar ze vierde worden. 
Vanaf april 2007 lijkt het onder controle. In de maanden daarna wordt hij bij het KLM Open 3de en behaalt nog drie andere top-10 plaatsen.
Thomas en Caroline Levet wonen met hun drie kinderen in Palm Beach, Florida.

### Teams
- World Cup: 1998, 2000, 2001, 2002, 2003, 2004, 2005, 2009 met Christian Cévaër
- Ryder Cup: 2004
- Alfred Dunhill Cup (namens Frankrijk): 1992, 1998, 2000
- Seve Trophy (namens Continentaal Europa): 2002, 2005